# Pfaffenstein
Pfaffenstein je stolová hora o výšce 434,6 metrů nad mořem, která se nachází v Německu, v saské části Děčínské vrchoviny. Leží na západním břehu Labe na území města Königstein nedaleko pevnosti Königstein, asi 10 kilometrů západně od Hřenska. Nachází se na území Chráněné krajinné oblasti Saské Švýcarsko.

## Historie
Nachází se zde řada jeskyní, a tak zdejší osídlení sahá až do doby kamenné. Úkryt zde vzhledem k nepřehlednosti a neprostupnosti terénu hledali lidé ovšem i v pozdějších dobách (například během napoleonských válek). Novodobá éra turistiky zde začíná v 19. století a postupně se zde objevuje hospoda a rozhledna. Od počátku 20. století je lokalita také cílem horolezců.